# Patrick Cornillie
Patrick Cornillie (Roeselare, 11 april 1961) is een Vlaamse dichter en schrijver, journalist en auteur van sportboeken en fietsgidsen. Hij woont en werkt in Lichtervelde.

## Biografie
Cornillie was leraar in het buitengewoon secundair onderwijs, daarna redacteur bij de Krant van West-Vlaanderen. In 1995 schreef hij over zijn ervaringen in het buitengewoon onderwijs een jeugdroman met de titel Buitengewoon. In Lichtervelde staat aan de bibliotheek een bronzen beeld van een accordeonspeler, gegoten door Ron Deblaere met daaronder het gedicht 'De Liedjeszanger' van Cornillie.  
Sedert 1998 is hij freelance-journalist en auteur en leverde bijdragen aan Cyclo Sprint, De nieuwe Fietser, Er op Uit Magazine, de Krant van West-Vlaanderen, Titanen, Etappe, The Low Countries (Ons Erfdeel) en Grinta. Van Cornillie verschenen (wieler)gedichten en verhalen in De Muur, Deus Ex Machina, Dietsche Warande & Belfort, Dighter, Kreatief, Van Mensen en Dingen, Poëziekrant en Vlaanderen. 
Boeken van Cornillie zijn vertaald in het Frans en het Engels, gedichten in het Afrikaans en het Indonesisch. Samen met Frank Pollet stond hij aan de wieg van de drukbezochte Tourblog GeelZucht (2010-2014). Eind 2016 verbleef Cornillie als writer in residence in het Lijsternest in Ingooigem. Het resulteerde in De zeer schone uren van Stijn Streuvels, cyclotoerist. 
In 2017 verscheen zijn gedicht 'Ode aan de jonge flandriens' op 40.000 flesjes Kwaremont-bier. Zijn boek De Zomer van '69. Hoe Merckx won van Armstrong diende als basis voor de gelijknamige tv-documentaire, uitgezonden op Eén op zondagavond 21 juli 2019.

## Poëzie
- De draagwijdte van het heden (1989)
- Fleur de Semois (1996)
- Kromme Haas (2001)
- Het perfecte Verzet (2006)
- Stapvoets Verkeer (2011)
- ?Koers! (2012)
- Bij tijd en wijle. Een keuze uit de gedichten (2016)

## Proza
- De Meisjes van Crédit Lyonnais (2001)
- De Zomer van '69. Hoe Merckx won van Armstrong (2009)
- Dagboek van een wieltjeszuiger (2010)
- De Cups van Hanka Kupfernagel en andere wielerverhalen (2012)
- De weg naar Ghisallo. Dagboek van een wieltjeszuiger II (2016)
- De zeer schone uren van Stijn Streuvels, cyclotoerist (2018)

## Bloemlezingen
- VeloDromen (met Paul Rigolle, 1991)
- Alleen dalen gaat vanzelf, Het groot wielercitatenboek (2000)
- De 100 mooiste wielergedichten (2014)

## Sportboeken
- De Eeuw voor Museeuw. 100 jaar wielrennen in West-Vlaanderen (1997)
- Koolskamp Koers. Een eeuw strijd voor de leeuwentrui (met Jan David, 1999)
- Freddy Maertens. Album van een wielerfenomeen (2003)
- Gilbert Desmet I. Smetje van Lichtervelde (2004)
- Helden van het Veld (met Patrieck Geldhof en Dries Vanysacker, 2006)
- De Mannen achter Merckx (met Johny Vansevenant, 2006)
- Koarle. Biografie Karel Van Wijnendaele (met Frederik Backelandt en Rik Vanwalleghem, 2006)
- Marcel Kint. De langst regerende wereldkampioen ooit (2011)
- Jules Verriest. De Cercle van mijn leven (2011)
- 100 x Koolskamp Koers (met Dries De Zaeytijd, 2015)
- E3 Harelbeke. Excentrieke klassieker (met Dries De Zaeytijd, 2017)
- Koersen in de Groote Oorlog (2018)
- Sylveer Maes. Portret van een tweevoudig Tourwinnaar (2019)
- Het WK Wielrennen. 100 sterke verhalen over de regenboogtrui (2021)

## Fietsgidsen
- De mooiste fietsroutes van Vlaanderen Vakantieland (2011)
- Fietsgids voor de wielerklassiekers (Lannoo, dicht-bij-huis-gidsen, 2012)
- Fietsgids Oost-Vlaanderen (Lannoo, dicht-bij-huis-gidsen, 2012)
- Knooppunter Fietspocket West-Vlaanderen 1 (2013)
- Knooppunter Fietspocket Oost-Vlaanderen (2013)
- Knooppunter Fietspocket Belgische kust (2014)
- Fietsbox Vlaanderen (2014)
- Knooppunter Fietspocket West-Vlaanderen 2 (2015)
- Knooppunter Fietspocket Oost-Vlaanderen 2 (2015)
- Knooppunter Cafébox (met Ward Van Loock, 2016)
- Knooppunter Kastelenbox (met Ward Van Loock, 2017)
- Knooppunter box Fietsen langs het water (met Ward Van Loock, 2018)
- Knooppunter box De mooiste dorpen van Vlaanderen (2019)
- Groot Fietsboek Vlaanderen (met Kristien Hansebout, 2020)
- Fietsboek Belgische Kust (2021)
- Bierfietsboek België (2022)

## Prijzen
Cornillie won prijzen in diverse literaire genres, waaronder:
- de poëzieprijs van de stad Harelbeke in 1988;
- de Yang Poëzieprijs (1989);
- de Guido Wulmsprijs voor Poëzie in Sint-Truiden (2003);
- de poëzieprijs van de stad Halle (2006);
- de prozaprijs van de Universitaire Werkgroep Literatuur, WeL, Leuven in 2008;
- de poëzieprijs van de gemeente Keerbergen (2010);
- de driejaarlijkse Hilarion Thans Poëzieprijs (Lanaken, 2014);
- de poëzieprijs van Ronse (2019);
- de Julia Tulkens Poëzieprijs (2021).